# Pedro Fré
Pedro Fré CsSR (* 30. August 1924 in Cerquilho; † 3. April 2014 in Aparecida) war ein brasilianischer Ordensgeistlicher und römisch-katholischer Bischof von Barretos.

## Leben

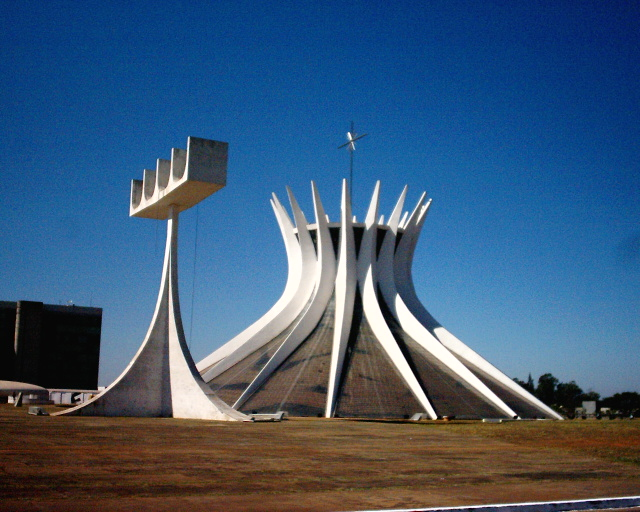
Basílica de Nossa Senhora Aparecida

Pedro Fré trat am 7. April 1938 in das Priesterseminar St. Alfons der Redemptoristen in Aparecida ein. 1945 trat er selbst der Ordensgemeinschaft der Redemptoristen bei und leistete sein Noviziat in Pindamonhangaba ab. Am 2. Februar 1946 legte er die Profess ab. Nach seinem Studium der Philosophie und Theologie am Priesterseminar Seminário Santa Teresinha in Tietê empfing am 27. Dezember 1950 in Tietê die Priesterweihe durch José Carlos de Aguirre, Bischof von Sorocaba.
Er war von 1953 bis 1970 Pfarrer von Aparecida. Er war von 1965 bis 1967 und von 1979 bis 1984 Rektor des Nationalheiligtums Unserer Lieben Frau von der Unbefleckten Empfängnis in Aparecida. In dem Marienwallfahrtsort befindet sich die zweitgrößte Basilika der Welt, die Basilika der Unbefleckten Empfängnis, „Unserer Lieben Frau von Aparecida“ (Basílica de Nossa Senhora Aparecida), Patronin von Brasilien.
Papst Johannes Paul II. ernannte ihn am 28. Oktober 1985 zum Bischof von Corumbá. Der Apostolische Nuntius in Brasilien, Erzbischof Carlo Furno spendete ihm am 5. Januar 1986 in der Basilika von Aparecida die Bischofsweihe; Mitkonsekratoren waren Geraldo María de Morais Penido, Erzbischof von Aparecida, und Ladislau Paz SDB, emeritierter Bischof von Corumbá. Sein bischöflicher Wahlspruch war „Curar os corações feridos“ (Heile die verwundeten Herzen).
Am 2. Dezember 1989 wurde er zum Bischof von Barretos ernannt. Am 20. Dezember 2000 nahm Papst Johannes Paul II. seinen altersbedingten Rücktritt an.